# 陳昊森
陳昊森（英語：Edward Chen，1996年8月2日—），原名陳世承，臺灣男演員、歌手。畢業於醒吾科技大學表演藝術系，2017年，因在網路劇《紅色氣球》中飾演主角夏之晨而小有名氣。
2020年，在電影《刻在你心底的名字》中飾演主角張家漢一炮而紅，並憑藉此角色入圍第57屆金馬獎最佳新演員獎。同時以電影主題曲〈刻在我心底的名字〉演唱者身份獲得當屆最佳原創電影歌曲獎項。

## 演藝經歷

### 2015-2018年：初入影壇
2015年首次參與電視綜藝《綜藝大熱門》單元企劃「型男高校生！好想當他的同班同學」並表演小提琴引發網路熱議，2016年參與酷瞧製作的「天團星計畫PLAN-S」網路選秀。忙於帶自創飛盤隊參與比賽的他，在衝刺備考一個月後考入東海大學景觀系。偶然在好友推薦下去參與試鏡並被意外選中男主角，于2016年10月主演網路電影《青春熱血之東北插班生》。但由於初出茅廬，早期甚至對演戲沒有概念，之後試鏡十之八、九都失敗，一度產生自我懷疑。後來因為上表演課重新點燃興趣，萌生了進入演藝圈的想法，也希望替媽媽實現未完成的夢想，於是瞞著父母辦理休學、簽約腦漿娛樂並被推薦于2017年3月主演網路劇《紅色氣球》，參演可口可樂、肯德基等國際大牌廣告。同年5月《紅色氣球》播出，在KKTV台劇榜蟬聯五周冠軍並入圍两项亞洲電視大獎。同年7月《東北插班生》播出，在愛奇藝網路電影榜蟬聯多日冠軍，播放量破1200萬並纍計分賬3100萬台幣票房，2018年底一度登上微博熱搜第六名。連續兩部作品小有成績堅定了他的夢想，再次瞞著家人服完兵役后轉入醒悟科技大學表演藝術系。與家人冷戰期間帶著每月5000元的生活費北上打拼。2018年1月主演續集《東北插班生2虎嘯風聲》并於2019年5月播出，同年4月主演彩虹六部曲第三部《美男魚澡堂》并於同年7月播出。

### 2019-2022年：一炮而紅
2019年初參與試鏡，因過往同志表演經歷和純粹的眼神成功拿下主角，同年4月主演長篇電影《刻在你心底的名字》。2020年2月官宣簽約氧氣電影為影視經紀公司并於同年5月參演劇集《大債時代》，生日官宣簽約華研國際音樂為唱片和商務經紀公司並陸續主演多部MV。同年9月《刻在你心底的名字》上映，打破台灣影史記錄，成爲第一部票房過億的同志影片並位列台片年度票房亞軍，登錄Netflix全球后也刷新台灣電影最好成績，獲金馬獎五項提名。他飾演張家漢一角，憑藉極具張力和感染性的表演，先後提名台北電影獎和金馬獎最佳新演員並成爲大熱種子。更作爲主題曲<刻在我心底的名字>演唱人獲金馬獎最佳原創電影歌曲獎項，在頒獎典禮上與盧廣仲連綫壓軸表演，得獎感言創當晚收視率亞軍，翻唱版MV在youtube點擊量突破600萬。2021年1月《大債時代》播出，取得不俗收視和口碑並獲金鐘獎四項提名，在公視、台視、八大等多輪多時段播出。成名后品牌活動與合約不斷，成爲台灣第一位伯爵形象大使，代言覆蓋精品腕錶、精品珠寶、汽車、游戲、服裝、眼鏡、護膚等多品類，並出席金曲獎頒發最佳MV獎。

但由於疫情影響，後續作品拍攝周期屢經調動，帶來超過一年的空檔期。2021年3月主演《接招吧！製作人》並演唱ost，由於疫情第三級警戒直至同年8月才殺青。2021年11月主演電影《罪后真相》，2022年1月主演劇集《第9節課》，同年5月主演電影《詐團圓》因劇組成員感染新冠病毒延期至同年8月複拍，同年6月主演電影《小子》並於殺青后感染新冠。連續而緊密的拍攝一度讓他感覺被掏空，此後參與一系列作品的宣傳以作調整。2022年10月《罪后真相》上映，票房位列台片年度第九並獲金馬獎兩項提名，登錄Netflix全球后在港台均位列第一，是台灣年度前十唯二台片。他出席金馬獎頒發最佳動作設計與最佳剪輯獎。同年12月《第9節課》播出，位列愛奇藝年榜第七，二輪播出也登頂Netflix台灣，在東森、tvbs等多輪多時段播出，被韓國IPTV和美國viki等購入，獲金鐘獎兩項提名。2023年1月《詐團圓》上映，口碑毀譽參半但登錄Disney+后取得台片歷史第二的成績。工作滿檔的他，也積極投身兒童福利、酷兒權益、環境保護等多項議題的公益活動。

### 2023年-至今：多栖發展
2022年底官宣簽約壹心娛樂，開始發展中國大陸事業。同年3月首次作爲常駐嘉賓任房務總管錄製實境節目《光開門就很忙了》並携寵物狗短短任店狗，節目同年6月在tvbs、台視、astro馬來西亞、Netflix全球等熱播，後續被中國大陸騰訊、bilibili引進，憑藉外熱内冷、幽默而體貼、踏實能幹的性格廣受好評。同年6月主演都市小説改編劇集《半熟男女》，7月主演許鞍華導演拍攝的MV，8月主演個人首部港片《不是你不愛你》，10月主演武俠小説改編劇集《七夜雪》。在緊張拍攝的間隙，於同年11月發行個人首張專輯《Almost Human》，登上光南華語周榜第一、博客來華語CD週榜第四、五大唱片華語週榜第五、佳佳唱片華語週榜第六等，專輯主打歌<太陽色的獅子>登上KKBOX華語新歌榜第九。跨年參與首個大型商演「2024桃園星際城STAR UP」，此前已參加數場簽唱會和校園演唱會以作鍛煉。新一輪作品面世帶來持續曝光，商業價值再度攀升，先後入帳高端護膚、高端手機、保養品、精品機車、精品成衣包袋代言，拍攝華倫天奴大中華區廣告，成爲台灣首位羅威品牌摯友，受邀出席巴黎時裝周和日内瓦鐘錶展。2024年1月《不是你不愛你》公映，《小子》同年2月公映，但均票房不佳。2月主演言情小説改編劇集《難哄》。《接招吧！製作人》、《半熟男女》、《七夜雪》、《難哄》等作品將陸續和觀衆見面，也計劃於暑期開啓新一輪音樂現場。
他在中國大陸走紅後，在微博宣稱「只有一個中國」，並轉發中国中央电视台有關「中国台湾」的帖文。

## 演出作品

### 電影
| 年份   | 片名                      | 角色         | 備註   |
| 2017年 | 《青春熱血之東北插班生》  | 張文風       | 男主角 |
| 2018年 | 《角頭2：王者再起》       | 劉健（少年） | 客串   |
| 2019年 | 《樂獄》                  | 小龍         | 客串   |
| 2019年 | 《東北插班生2之虎嘯風聲》 | 張文風       | 男主角 |
| 2020年 | 《刻在你心底的名字》      | 張家漢       | 男主角 |
| 2022年 | 《罪後真相》              | 張正義       | 男主角 |
| 2023年 | 《詐團圓》                | Jason        | 男主角 |
| 2024年 | 《不是你不愛你》          | 關家偉       | 男主角 |
| 2024年 | 《小子》                  | 張融         | 男主角 |
| 2025年 | 《獨一無二》              | 童明生       | 男配角 |
| 未定   | 《小徑分岔的花園》        | 冠           | 男主角 |
| 未定   | 《純愛地》                | 陳宇宙       | 男主角 |

### 劇集
| 年份   | 平臺     | 劇名               | 角色                       | 備註       |
| 2017年 | KKTV     | 《紅色氣球》       | 夏之晨 （少年）            | 男主角     |
| 2018年 | KKTV     | 《美男魚澡堂》     | 齊芬達／花向榮（靈魂交換） | 男主角     |
| 2021年 | 公視主頻 | 《大債時代》       | 何碩儀                     | 男配角     |
| 2021年 | 愛奇藝   | 《無神之地不下雨》 | Saowac（溪流）             | 特別演出   |
| 2022年 | 愛奇藝   | 《第9節課》        | 張一翔                     | 男主角     |
| 2023年 | 公視主頻 | 《地獄里長》       | 李冠軍                     | 單元男主角 |
| 2024年 | 優酷     | 《半熟男女》       | 羅瑪                       | 男配角     |
| 2024年 | 愛奇藝   | 《七夜雪》         | 瞳（明介）                 | 男配角     |
| 2025年 | 優酷     | 《難哄》           | 蘇浩安                     | 男配角     |
| 未定   | MyVideo  | 《接招吧！製作人》 | (帥氣的創作樂團主唱)       | 男配角     |
| 未定   | 腾讯     | 《獨身女人》       | 张佑森                     | 男配角     |
| 未定   | 芒果TV   | 《七月的一天》     | 十三                       | 男主角     |

### 綜藝
| 年份   | 平臺 | 綜藝名             | 定位     | 備註               |
| 2023年 | tvbs | 《光開門就很忙了》 | 常駐嘉賓 | 寵物狗短短擔任店狗 |

### 音樂錄影帶
| 發行日期       | 歌手          | 歌名                                          | 備註                     |
| 2019年8月14日  | 曾沛慈        | 〈怎麼能這樣〉 （页面存档备份，存于）         | [ 10 ]                   |
| 2019年10月17日 | 習譜予        | 〈尋〉 （页面存档备份，存于）                 |                          |
| 2020年7月2日   | 鄭興          | 〈去海邊〉 （页面存档备份，存于）             |                          |
| 2020年8月16日  | 光良          | 〈爛天氣〉 （页面存档备份，存于）             | [ 11 ]                   |
| 2020年8月25日  | 盧廣仲        | 〈刻在我心底的名字〉 （页面存档备份，存于）   | 《刻在你心底的名字》片段 |
| 2020年10月7日  | 李宓          | 〈愛不凋零〉 （页面存档备份，存于）           | 《被討厭的勇氣》微電影   |
| 2020年10月21日 | 陳昊森        | 〈刻在我心底的名字〉 （页面存档备份，存于）   |                          |
| 2020年11月3日  | 閻奕格        | 〈You & I〉 （页面存档备份，存于）            |                          |
| 2020年12月15日 | 黃子佼 林京燁 | 〈當你麋鹿〉 （页面存档备份，存于）           |                          |
| 2021年2月19日  | 光良          | 〈漸好〉 （页面存档备份，存于）               | [ 12 ]                   |
| 2021年8月27日  | 魏嘉瑩        | 〈你好嗎〉 （页面存档备份，存于）             |                          |
| 2022年8月18日  | 白安          | 〈沒有人寫歌給你過吧〉 （页面存档备份，存于） |                          |
| 2022年10月25日 | 陳昊森        | 〈揭不開的痛〉 （页面存档备份，存于）         | 《罪后真相》片段         |
| 2023年1月16日  | 彭佳慧        | 〈一家伙仔〉 （页面存档备份，存于）           | 《詐團圓》片段           |
| 2023年8月17日  | 歐陽娜娜      | 〈雨〉                                        | 許鞍華導演               |
| 2023年10月12日 | 陳昊森        | 〈孤傲〉 （页面存档备份，存于）               |                          |
| 2023年11月9日  | 陳昊森        | 〈太陽色的獅子〉 （页面存档备份，存于）       |                          |
| 2023年11月30日 | 陳昊森        | 〈貼〉 （页面存档备份，存于）                 |                          |
| 2023年12月21日 | 陳昊森        | 〈晚安〉 （页面存档备份，存于）               | 自導自剪                 |
| 2024年1月16日  | 陳昊森        | 〈簡單〉 （页面存档备份，存于）               | 《小子》片段             |

## 導演作品

### 音樂錄影帶
| 發行日期     | 歌手   | 歌名                                                  | 備註             |
| 2021年5月6日 | 鄭興   | 〈眼淚博物館 Museum of Tears〉 （页面存档备份，存于） | 與姚國禎共同執導 |
| 2021年5月6日 | 陳昊森 | 〈晚安 W-A-N-A-N〉 （页面存档备份，存于）             | 自演自剪         |

## 音樂作品

### 專輯
| 發行日期      | 發行順序 | 專輯名稱         | 語言 | 曲目 |
| 2023年11月9日 | 1st      | 《Almost Human》 | 華語 | 曲目 1. 孤傲 2. 太陽色的獅子 3. 半透明 4. 冬日快樂 5. 一起流浪 (feat.魏如萱) 6. Wanna Be with You 7. 貼 8. 簡單 9. 晚安 10. 刻在我心底的名字 (bonus) 11. 揭不開的痛 (bonus) |

### 單曲
| 發行日期       | 歌手     | 歌名                                        | 收錄專輯           | 備註                                                                       |
| 2020年10月21日 | 陳昊森   | 〈刻在我心底的名字〉 （页面存档备份，存于） | Almost Human       |                                                                            |
| 2021年9月17日  | 華研衆星 | 〈城裡的月光2021〉 （页面存档备份，存于）   |                    | 林宥嘉動力火車 周蕙耿斯漢F.I.R 李友廷郁可唯 Karencici閻奕格 文慧如沒有才能 |
| 2022年10月28日 | 陳昊森   | 〈揭不開的痛〉 （页面存档备份，存于）       | Almost Human       | 《罪後真相》主題曲                                                         |
| 2023年10月11日 | 陳昊森   | 〈孤傲〉 （页面存档备份，存于）             | Almost Human       | 專輯第一波主打                                                             |
| 2023年11月9日  | 陳昊森   | 〈太陽色的獅子〉 （页面存档备份，存于）     | Almost Human       | 專輯第二波主打                                                             |
| 2023年11月30日 | 陳昊森   | 〈貼〉 （页面存档备份，存于）               | Almost Human       | 專輯第三波主打                                                             |
| 2023年12月21日 | 陳昊森   | 〈晚安〉 （页面存档备份，存于）             | Almost Human       | 專輯第四波主打                                                             |
| 2024年1月16日  | 陳昊森   | 〈簡單〉 （页面存档备份，存于）             | Almost Human       | 《小子》插曲                                                               |
| 2025年2月18日  | 陳昊森   | 〈Crush〉                                   | 《難哄》影視原聲帶 | 插曲                                                                       |

## 獎項紀錄
| 年份   | 頒獎典禮                          | 獎項             | 作品                    | 角色   | 結果 |
| ------ | --------------------------------- | ---------------- | ----------------------- | ------ | ---- |
| 2020年 | 第57屆金馬獎                      | 最佳新演員       | 《刻在你心底的名字》    | 張家漢 | 提名 |
| 2020年 | 第57屆金馬獎                      | 最佳電影原創歌曲 | 〈刻在我心底的名字〉    | 不適用 | 獲獎 |
| 2020年 | 第22屆台北電影獎                  | 最佳新演員       | 《刻在你心底的名字》    | 張家漢 | 提名 |
| 2021年 | 第2屆台灣影評人協會獎             | 特別表揚         | 〈刻在我心底的名字〉    | 不適用 | 提名 |
| 2021年 | 第12屆青年電影手冊年度盛典        | 年度男演員       | 《刻在你心底的名字》    | 張家漢 | 提名 |
| 2023年 | 加拿大至HIT中文歌曲排行榜年度總選 | 至HIT推崇新歌手  | 《Almost Human》        | 不適用 | 獲獎 |
| 2024年 | 第21屆HITO流行音樂獎              | HITO最受歡迎新人 | 《Almost Human》        | 不適用 | 提名 |
| 2024年 | 第35屆金曲獎                      | 最佳裝幀設計獎   | 劉悅德 《Almost Human》 | 不適用 | 提名 |